# أملج أخضر داكن
أملج أخضر داكن (الاسم العلمي:Phyllanthus atrovirens) هو نوع من النباتات يتبع جنس الأملج من الفصيلة الأملجية.